# Anoura latidens
Anoura latidens is een zoogdier uit de familie van de bladneusvleermuizen van de Nieuwe Wereld (Phyllostomidae). De wetenschappelijke naam van de soort werd voor het eerst geldig gepubliceerd door Handley in 1984.